# Gökmen Yıldıran
Gökmen Yıldıran (31. srpna 1978 – 9. srpna 2006) byl turecký fotbalista. Zemřel poté, co během tréninku utrpěl infarkt.

## Statistiky

### Klubové
| Klub                       | Sezóna            | Liga              | Liga   | Liga | Národní pohár | Národní pohár | Kontinentální | Kontinentální | Ostatní | Ostatní | Celkově | Celkově |
| Klub                       | Sezóna            | Soutěž            | Zápasy | Góly | Zápasy        | Góly          | Zápasy        | Góly          | Zápasy  | Góly    | Zápasy  | Góly    |
| -------------------------- | ----------------- | ----------------- | ------ | ---- | ------------- | ------------- | ------------- | ------------- | ------- | ------- | ------- | ------- |
| MKE Ankaragücü             | 1995/96           | Süper Lig         | 2      | 0    | 0             | 0             | 0             | 0             | 0       | 0       | 2       | 0       |
| MKE Ankaragücü             | 1996/97           | Süper Lig         | 8      | 0    | 0             | 0             | 0             | 0             | 0       | 0       | 8       | 0       |
| MKE Ankaragücü             | 1997/98           | Süper Lig         | 0      | 0    | 0             | 0             | 0             | 0             | 0       | 0       | 0       | 0       |
| MKE Ankaragücü             | 1998/99           | Süper Lig         | 5      | 0    | 0             | 0             | 0             | 0             | 0       | 0       | 5       | 0       |
| MKE Ankaragücü             | 1999/00           | Süper Lig         | 7      | 0    | 1             | 0             | 0             | 0             | 0       | 0       | 8       | 0       |
| MKE Ankaragücü             | 2000/01           | Süper Lig         | 3      | 0    | 0             | 0             | 0             | 0             | 0       | 0       | 3       | 0       |
| MKE Ankaragücü             | Celkově           | Celkově           | 25     | 0    | 1             | 0             | 0             | 0             | 0       | 0       | 26      | 0       |
| Diyarbakırspor (hostování) | 1997/98           | TFF 2.Lig         | 27     | 5    | 1             | 0             | 0             | 0             | 0       | 0       | 28      | 5       |
| Vanspor (hostování)        | 1998/99           | TFF 2.Lig         | 22     | 8    | 0             | 0             | 0             | 0             | 0       | 0       | 22      | 8       |
| Konya Endüstri (hostování) | 1999/00           | TFF 2.Lig         | 4      | 1    | 0             | 0             | 0             | 0             | 0       | 0       | 4       | 1       |
| Saran Keskinspor           | 2000/01           | TFF 3.Lig         | 1      | 1    | 0             | 0             | 0             | 0             | 0       | 0       | 1       | 1       |
| Altay (hostování)          | 2000/01           | TFF 2.Lig         | 19     | 3    | 1             | 0             | 0             | 0             | 0       | 0       | 20      | 3       |
| Altay                      | 2001/02           | TFF 2.Lig         | 0      | 0    | 0             | 0             | 0             | 0             | 0       | 0       | 0       | 0       |
| Adanaspor (hostování)      | 2001/02           | TFF 1. Lig        | 26     | 12   | 4             | 3             | 0             | 0             | 0       | 0       | 30      | 15      |
| Adanaspor                  | 2002/03           | Süper Lig         | 16     | 4    | 1             | 0             | 0             | 0             | 0       | 0       | 17      | 4       |
| Adanaspor                  | 2003/04           | Süper Lig         | 12     | 1    | 0             | 0             | 0             | 0             | 0       | 0       | 12      | 1       |
| Adanaspor                  | Celkově           | Celkově           | 54     | 17   | 5             | 3             | 0             | 0             | 0       | 0       | 59      | 20      |
| İstanbulspor               | 2004/05           | Süper Lig         | 11     | 0    | 1             | 0             | 0             | 0             | 0       | 0       | 12      | 0       |
| Elazığspor                 | 2005/06           | TFF 1. Lig        | 20     | 1    | 0             | 0             | 0             | 0             | 0       | 0       | 20      | 1       |
| Celkově v kariéře          | Celkově v kariéře | Celkově v kariéře | 183    | 36   | 9             | 3             | 0             | 0             | 0       | 0       | 192     | 39      |